# Wybory parlamentarne na Węgrzech w 2006 roku
Wybory parlamentarne na Węgrzech w 2006 roku odbyły się w dwóch turach: 9 i 23 kwietnia 2006. O stanowisko premiera Węgier rywalizowali między sobą: Viktor Orbán – przewodniczący opozycyjnej partii Fidesz oraz Ferenc Gyurcsány – przewodniczący Węgierskiej Partii Socjalistycznej. W wyborach zwycięstwo odniosła rządząca dotychczas socjalliberalna koalicja.

## Rezultat
| Partie | Lista głosów | %       | Głosy 1. tura | %     | Głosy 2. tura | %     | Miejsca |
| Węgierska Partia Socjalistyczna Magyar Szocialista Párt | 2,336,705    | 43.21   | 2,175,316     | 40,26 | 1.510.360     | 46,62 | 186     |
| Związek Wolnych Demokratów Szabad Demokraták Szövetsége | 351,612      | 6.50    | 340,750       | 6,31  | 64.501        | 1,99  | 18      |
| Wspólni kandydaci MSzP-SzDSz | 154,616      | 154,616 | 154,616       | 2,86  | 72.802        | 2,25  | 6       |
| Fidesz – Węgierska Unia Obywatelska (Fidesz – Magyar Polgári Szövetség) | 2.272.979    | 42,03   | 2.269.244     | 41,96 | 1.511.426     | 46,65 | 164     |
| Węgierskie Forum Demokratyczne (Magyar Demokrata Fórum) | 272,831      | 5.04    | 238,570       | 4,41  | 15.973        | 0,50  | 11      |
| Wspólni kandydaci FIDESZ/KDNP-MDF | 34,109       | 34,109  | 34,109        | 0.63  | 33.029        | 1,02  | 0       |
| Wspólni kandydaci MDF i innych partii | 14,738       | 14,738  | 14,738        | 0,27  | 3.640         | 0,11  | 0       |
| MIÉP-Jobbik Sojusz Partii Trzeciej Drogi (MIÉP-Jobbik a Harmadik Út pártszövetség) - Węgierska Partia Sprawiedliwości i Życia Magyar Igazság és Élet Pártja - Ruch na rzecz Lepszych Węgier Jobbik Magyarországért Mozgalom | 119,007      | 2.20    | 92,802        | 1,70  | 231           | 0,01  | 0       |
| Węgierska Komunistyczna Partia Robotników Magyar Kommunista Munkáspárt | 21,955       | 0.41    | 16,379        | 0.30  |               |       | 0       |
| Razem | 5,408,050    | 100.0   | 5,403,691     | 100.0 |               | 100.0 |         |
| Źródło: Valasztas.hu |              |         |               |       |               |       |         |